# Agyrium
Agyrium — рід грибів родини Agyriaceae. Назва вперше опублікована 1822 року.

## Класифікація
Згідно з базою MycoBank до роду Agyrium відносять 4 види:
- Agyrium aurantium
- Agyrium galii
- Agyrium hepaticicola
- Agyrium stictis'